# Diastylis neozealanica
Diastylis neozealanica är en kräftdjursart som beskrevs av Thomson 1892. Diastylis neozealanica ingår i släktet Diastylis och familjen Diastylidae. Inga underarter finns listade i Catalogue of Life.